# عالی‌جنگل
عالی‌جنگل، روستایی است از توابع بخش مرکزی شهرستان آمل در استان مازندران ایران.

## جمعیت
این روستا در دهستان بالاخیابان لیتکوه قرار داشته و براساس آخرین سرشماری مرکز آمار ایران که در سال ۱۳۸۵ صورت گرفته، جمعیت آن ۸۵ نفر (۲۲ خانوار) بوده‌است. مردم عالی‌جنگل از قومیت طبری هستند که ریشه آن به قوم آمارد و قوم تپوری می‌رسد. مردم عالی‌جنگل به زبان طبری (مازندرانی) و گویش آملی سخن میگویند.